# 大熊座W型變星
大熊W型變星是一種食雙星變星，兩顆星非常的靠近，以致兩顆星的表面互相接觸到。因為它們外面數層的氣體是共有的，因此被稱為共包層聯星。經由兩顆星相連之處，雙方的質量和熱可以相互流通，會使兩顆星的溫度一致。.
大熊W型變星在現在的宇宙中非常普遍，其數量約佔全部恆星的1%。
這個分類可以分為兩個次分類：A型和W型。構成A型的大熊W型變星的兩顆星都比太陽熱，光譜屬於A或F型，週期在0.4至0.8天。W型的是溫度較低，光譜為G或K型恆星，週期較短只有0.22至0.4天。表面溫度的差別通常都少於數百度K。在1978年，表面溫度差異較大的新類型：B型被區分出來。在2004年，H型(高質量比系統)被Sz. Csizmadia和P. Klagyivik 發現。H型的質量比大於{\displaystyle q=0.72} ({\displaystyle q} = (伴星質量)/(主星質量)) 並且有特別大的角動量。
因為長期受橢球體的影響，而且不是分離的食，它們的光度曲線和其他類型的食雙星不同。這不僅是因為兩顆星實質的接觸在一起，因而經常性的食；同時，也因為受到另一顆星重力的扭曲。因為兩顆星的光度幾乎相等，因此食亮度的極小值也幾乎是一樣的。

大熊座W是這一類變星的原型。